# マーク・イェイツ
マーク・スティーブン・アンソニー・イェイツ（Mark Stephen Anthony Yeates, 1985年1月11日 - ）は、アイルランド・ダブリン・タラ出身の元サッカー選手。現役時代のポジションはミッドフィルダー、フォワード。

## 経歴
プレミアリーグのトッテナム・ホットスパーFCでプロのキャリアをスタートさせたが、トップチーム定着は難しく、2003-04シーズンにリーグ1試合、2004-05シーズンにリーグ2試合、FAカップ1試合の出場にとどまり、ローン生活が続いた。
2007年に当時チャンピオンシップのコルチェスター・ユナイテッドFCに完全移籍。チームは1年でリーグ1に降格するが、チームの主力として活躍し2008-09シーズンは12ゴールを記録した。